# Гросбартлофф
Гросбартлофф (нем. Großbartloff) — община в Германии, в земле Тюрингия. 
Входит в состав района Айхсфельд. Подчиняется управлению Вестервальд-Оберайксфельд.  Население составляет 943 человека (на 31 декабря 2010 года). Занимает площадь 13,70 км².